# Nati nel 1469
| Questa pagina contiene informazioni ricavate automaticamente dalle voci biografiche con l'ausilio del template Bio e di un bot. L'aggiornamento è periodico e automatico e ricostruisce completamente la pagina. Se manca una persona in questa lista, sei pregato di non aggiungerla, ma accertati piuttosto che la sua voce biografica contenga il template Bio e che i dati anagrafici siano correttamente compilati. Se il template Bio manca, inseriscilo tu stesso o, in alternativa, metti l'avviso {{tmp\|Bio}} che ne segnala la mancanza. Se i dati riportati sono sbagliati, correggi direttamente la voce biografica; le modifiche saranno visibili in questa lista entro pochi giorni. Per chiarimenti vedi il progetto biografie. La lista contiene solo le 38 persone che sono citate nell'enciclopedia e per le quali è stato implementato correttamente il template Bio. Pagina aggiornata al 18 ago 2025. |

- 4 febbraio - Annibale II Bentivoglio, condottiero italiano († 1540)
- 13 febbraio - Elia Levita, poeta e grammatico tedesco († 1549)
- 20 febbraio - Tommaso De Vio, cardinale italiano († 1534)
- 20 marzo - Cecilia di York, principessa inglese († 1507)
- 15 aprile - Guru Nanak Dev, mistico indiano († 1539)
- 29 aprile - Guglielmo II d'Assia, sovrano tedesco († 1509)
- 3 maggio - Niccolò Machiavelli, politico, politologo e storico italiano († 1527)
- 19 maggio - Giovanni della Robbia, scultore e ceramista italiano
- 31 maggio - Manuele I del Portogallo, re portoghese († 1521)
- 20 giugno - Gian Galeazzo Maria Sforza, duca italiano († 1494)
- 13 luglio - Francesco Armellini Pantalassi de' Medici, cardinale italiano († 1528)
- 4 agosto - Margherita di Sassonia, principessa sassone († 1528)
- 19 ottobre - John Fisher, cardinale, vescovo cattolico e umanista inglese († 1535)
- 17 novembre - Michele di Vieri, poeta italiano († 1487)
- Gerolamo Accoramboni, medico italiano († 1537)
- Baccio da Montelupo, scultore e architetto italiano († 1535)
- Nicolas Bohier, giurista francese († 1539)
- Girolama Borgia, nobildonna romana († 1483)
- Laura Cereta, umanista e scrittrice italiana († 1499)
- Egidio da Viterbo, umanista, filosofo e cardinale italiano († 1532)
- Domenico Fancelli, scultore italiano († 1519)
- Antonio Ferrero, cardinale e vescovo cattolico italiano († 1508)
- Ferdinando I Folch de Cardona, militare spagnolo († 1543)
- Giacomo di Foix, nobile francese († 1500)
- Giovanni III di Navarra, re († 1516)
- Giampietro Gonzaga, nobile italiano († 1515)
- Sigismondo Gonzaga, cardinale italiano († 1525)
- Francesco Granacci, pittore italiano († 1543)
- Pietro Griffo, vescovo cattolico italiano († 1516)
- Silvio Passerini, cardinale e vescovo cattolico italiano († 1529)
- Johannes Pfefferkorn, scrittore tedesco († 1521)
- Giovanni Francesco II Pico della Mirandola, nobile, filosofo e letterato italiano († 1533)
- Ludovico Ricchieri, umanista italiano († 1525)
- Giovanni Righi, francescano italiano († 1539)
- Galeazzo Sforza, nobile italiano († 1515)
- Rodrigo de Triana, marinaio spagnolo († 1535)
- Vincenzo Cappello, militare italiano († 1541)
- Şehzade Korkut, principe ottomano († 1513)